# رمسان (الريف الشرقي)
رمسان (بالفارسية: رمسان) هي قرية تقع في إيران في قسم الريف الشرقي الريفي. يقدر عدد سكانها بـ 196 نسمة بحسب إحصاء 2016.